# Kostas Karamanlis
Konstantinos Alexandrou Karamanlís, známý jako Kostas Karamanlis (řecky Κωνσταντίνος Αλεξάνδρου (Κώστας) Καραμανλής; * 14. září 1956 Athény, Řecko) je politik a bývalý předseda vlády Řecka, kterým byl v letech 2004 až 2009. V letech 1997 až 2009 byl zároveň také předsedou konzervativní pravicové strany Nová demokracie, kterou založil jeho strýc Konstantínos Karamanlís. V letech 2004 až 2006 byl ministrem kultury Řecka. Vládl po dvě funkční období od předčasných parlamentních voleb, které proběhly v březnu 2004.

## Politická kariéra
Kostas Karamanlis je synovcem bývalého řeckého prezidenta Konstantína Karamanlíse. Narodil se v Athénách, kde absolvoval právnickou fakultu tamní univerzity. Dále pokračoval v postgraduálním studiu na Fletcher School of Law and Diplomacy Tuftské univerzity v USA. V roce 1998 se oženil s Natásou Pazaïtiovou (nar. 1966). Mají spolu syna a dceru, dvojčata (nar. 2003).
Již v mládí vstoupil do mladého křídla Nové demokracie (ONNED). V roce 1989 byl zvolen předsedou sdružení strany Nová demokracie v Soluni, v roce 2004 pak v Larise.
Po stranické porážce v parlamentních volbách roku 1996 byl následujícího roku zvolen do jejího čela. V roce 2000 prohrál jen těsně o 1,1 % hlasů s hnutím PASOK premiéra Kostase Simitise. Avšak porážku levici vrátil v parlamentních volbách 2004, když zvítězil nad Panhelénským socialistickým hnutím (Panellinio Sosialistiko Kinima; PASOK). Díky klauzuli ve volebním systému, která dává vítězi 40 mandátů navíc a zbylých 260 mandátů se rozděluje dle poměrného volebního systému, získala Nová demokracie v jednokomorovém parlamentu (celkem 300 křesel) 165 míst, PASOK Jorgose Papandrea obsadil 117 křesel a třetí skončili komunisté s 12 křesly. 10. března téhož roku byl Karamanlis jmenován předsedou vlády. Jedná se o prvního řeckého premiéra, který se narodil až po skončení druhé světové války. Zároveň je i nejmladším předsedou vlády po roce 1945.
V předčasných volbách v září 2007 dokázal opět zvítězit. Jeho Nová demokracie obdržela 152 křesel, kdežto PASOK jen 102 mandátů. Podruhé tak vytvořil z pozice premiéra řeckou vládu, která působila následující dva roky. V roce 2009 pak jeho strana utrpěla porážku a ztratila 61 ze 152 křesel. Následně rezignoval 30. listopadu na funkci předsedy.
V období 1999 až 2006 také zastával post viceprezidenta Evropské lidové strany (EPP).